# 스웨덴 반올림
| 합계   | 223.20 | 324.88           | 65.40 |
| 청구액 | 223.00 | 324.88           | 65.50 |
|        | 내림   | 없음 (카드 사용) | 올림  |

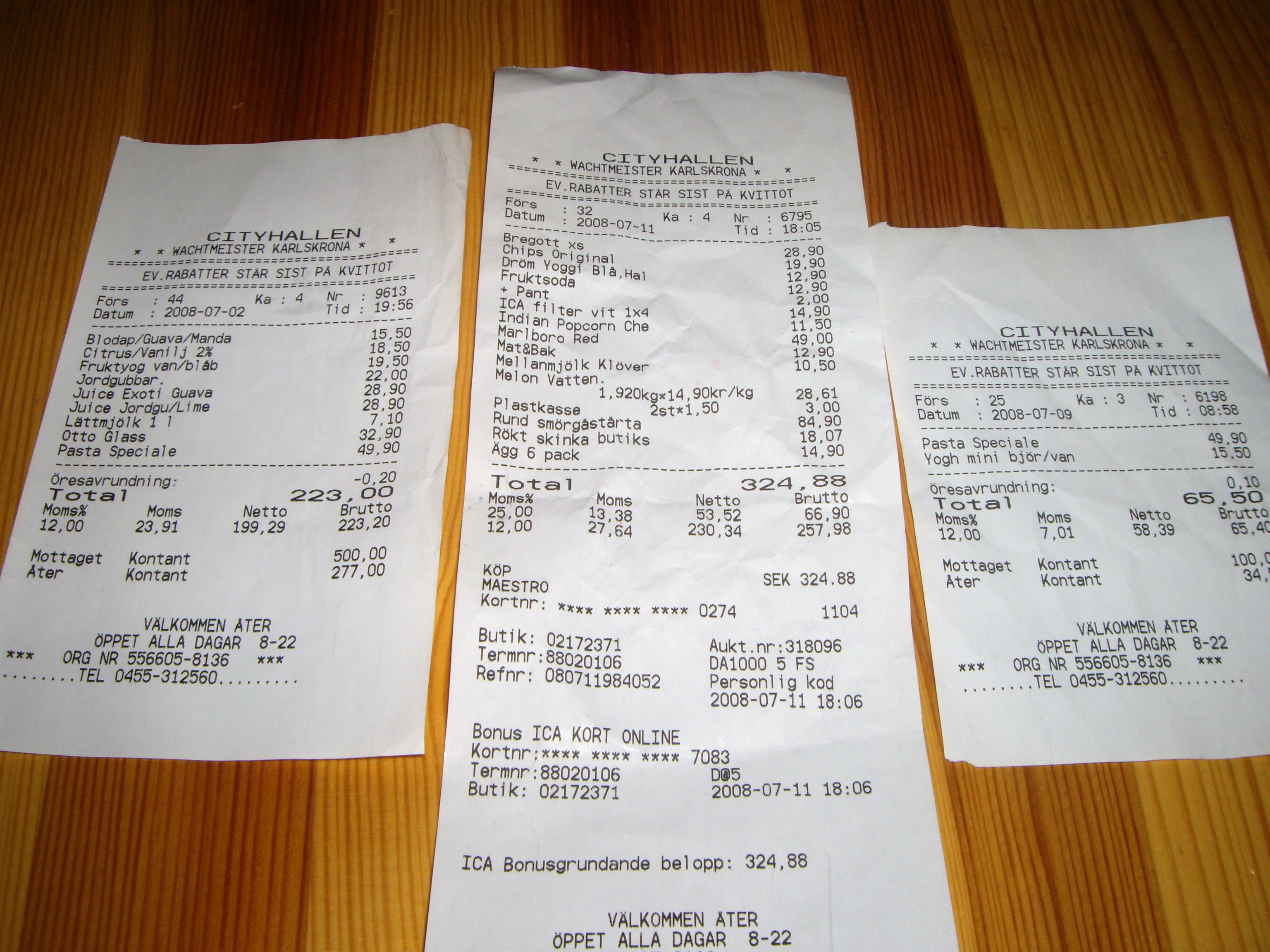
스웨덴 반올림 영수증:

스웨덴 반올림(영어: Swedish rounding 스웨디시 라운딩[*])은 금액을 지불할 때 최소 단위 이하의 금액을 반올림하거나 버리는 것을 의미한다. 1990년대부터 오스트레일리아와 뉴질랜드에서 도입되었고 이 지역에서 단어가 탄생하였다.
액면가가 낮은 동전의 발행이나 유통이 중단되었을 때 사용한다. 현금을 사용할 경우 정확한 액수의 금액을 거슬러 줄 수 없기 때문에 총 지불 금액을 반올림하여 유통되는 최소 화폐 단위에 맞춘다. 신용카드나 수표 등으로 지불할 때에는 반올림하지 않는다.
이러한 관습은 1972년 스웨덴에서 1, 2 외레 동전의 유통이 중단된 이후부터 등장하였고 스웨덴어로는 "öresavrundning"(외레 반올림)이라고 한다. 1990년 뉴질랜드에서 1, 2센트 동전의 유통이 중단되었을 때, 1993년 오스트레일리아에서 1, 2 센트 동전의 유통이 중단되었을 때, 2013년 캐나다에서 1 센트 동전의 유통이 중단되었을 때에도 같은 정책을 도입하였다. 스웨덴 반올림이라는 단어는 이 때 이 두 나라에서 사용되기 시작하였다.

## 방법

### 0.05 단위 간격
스웨덴에서는 1972년부터 1985년까지, 뉴질랜드에서는 1990년부터 2006년까지 사용되었다. 현재는 남아프리카 공화국, 네덜란드, 말레이시아, 보스니아 헤르체고비나, 아르헨티나, 브라질, 오스트레일리아, 캐나다, 스위스, 싱가포르, 핀란드, 터키, 헝가리에서 사용하고 있다. 일부 국가에서는 반올림되는 최소 단위 이하의 동전이 유통되기도 한다.
- 1, 2, 6, 7 센트: 가장 가까운 5 센트 단위로 내림
- 3, 4, 8, 9 센트: 가장 가까운 5 센트 단위로 올림
- 0, 5 센트: 그대로

### 0.10 단위 간격
2006년 뉴질랜드에서 5 센트 동전의 유통이 중단된 이후부터 사용한다.
- 1-4 센트: 가장 가까운 10 센트 단위로 버림
- 6-9 센트: 가장 가까운 10 센트 단위로 올림
- 5 센트: 상황에 따름. 대개의 경우 중앙 정부의 지침으로 내린다.[2]

중화인민공화국에서는 1 자오(0.10 위안 또는 10 펀에 해당됨) 이하의 동전이 잘 유통되지 않지만 올바른 화폐이다. 따라서 0.10 위안 이하의 금액은 버린다. 대한민국에서는 1원과 5원 동전이 잘 유통되지 않으므로 10원 이하의 금액은 버린다. 1985년부터 1992년까지 스웨덴에서는 0.05 외레를 기준으로 반올림하였다.

### 0.50 단위 간격
스웨덴에서는 1992년부터 2010년까지, 노르웨이에서는 1993년부터 2012년까지 사용되었다. 덴마크에서는 2008년 10월 1일부터 사용되고 있다.
- 합계 1-24 외레: 0 외레, 버림
- 합계 25-49 외레: 50 외레, 올림
- 합계 51-74 외레: 50 외레, 버림
- 합계 75-99 외레: 1 크로네 / 1 크로나 올림

### 1.00 간격
스웨덴에서는 2010년 9월 30일부터, 노르웨이에서는 2012년 5월 1일부터 사용되고 있다.
- 합계 1-49 외레: 0 외레, 버림
- 합계 50-99 외레: 1 크로네 / 1 크로나 올림